# لوك سلاتر
لوك سلاتر (بالإنجليزية: Luke Slater)‏ هو منتج أسطوانات ودي جيه بريطاني، ولد في 12 يونيو 1968 في ريدنغ في المملكة المتحدة.

## وصلات خارجية
- الموقع الرسمي
- لوك سلاتر على موقع ميوزك برينز (الإنجليزية)
- لوك سلاتر على موقع ميوزك برينز (الإنجليزية)
- لوك سلاتر على موقع ميوزك برينز (الإنجليزية)
- لوك سلاتر على موقع أول ميوزيك (الإنجليزية)
- لوك سلاتر على موقع أول ميوزيك (الإنجليزية)
- لوك سلاتر على موقع أول ميوزيك (الإنجليزية)
- لوك سلاتر على موقع ديسكوغز (الإنجليزية)
- لوك سلاتر على موقع ديسكوغز (الإنجليزية)
- لوك سلاتر على موقع ديسكوغز (الإنجليزية)